# Joel Ruml
Joel Ruml (* 27. dubna 1953 Jihlava) je kazatel Českobratrské církve evangelické a bývalý zastupitel Velkého Meziříčí.

## Život
Po maturitě na gymnáziu v Jihlavě studoval v letech 1972 až 1977 Komenského evangelickou bohosloveckou fakultu (dnes Evangelická teologická fakulta Karlovy univerzity). Následně se tři roky živil jako pomocný stavební dělník a pak působil jako farář. Nejprve jako vikář a pak i jako farář v Lozicích (tam v letech 1980 až 1987), ve Velkém Meziříčí (zde v letech 1987 až 1999) a mezi lety 1999 a 2003 v Olomouci.
V rámci Vězeňské duchovenské služby příležitostně navštěvuje vazební věznici v Praze na Pankráci.
V letech 2003 až 2015 zastával pozici nejvyššího představitele Českobratrské církve evangelické, tzv. synodního seniora. V listopadu 2015 jej v této funkci nahradil Daniel Ženatý, zvolený 15. května 2015. Joel Ruml na půl roku odešel sloužit do Evangelické církve ve Falci, od prvního července 2016 je seniorátním farářem pro Ústecký seniorát. V rámci této práce také administruje sbor v Libkovicích pod Řípem a patrně během roku 2017 přibude administrování dalších sborů.
V letech 2009–2013 byl předsedou Ekumenické rady církví v ČR.

### Veřejné funkce
V roce 1989 působil Joel Ruml jako mluvčí Občanského fóra a v letech 1990 až 1994 byl členem zastupitelstva Velkého Meziříčí.

## Rodina
Joel Ruml je ženatý a s manželkou Lydií, která pochází z Brna a v současné době (2018) pracuje na úřadu práce, mají dvě dospělé děti, a sice syna Ondřeje, který je rovněž farářem, dceru Zuzanu a dvě vnoučata Matěje a Noemi.[zdroj?]

## Dílo
- Provázky víry Jubilejní postila 2015 / k 600. výročí upálení mistra Jana Husa připravili Joel Ruml a Ondřej Macek. Praha, Kalich 2015. ISBN 978-80-7017-221-6